# Suolajärvi (sjö i Finland, Kymmenedalen)
Suolajärvi är en sjö i Finland. Den ligger i kommunen Kouvola i landskapet Kymmenedalen, i den södra delen av landet, 140 km nordost om huvudstaden Helsingfors. Suolajärvi ligger 73,1 meter över havet. Den är 24,96 meter djup. Arean är 5,54 kvadratkilometer och strandlinjen är 25,04 kilometer lång. Sjön  ingår i Kymmene älvs huvudavrinningsområde.   Den ligger vid sjön Niskajärvi. I omgivningarna runt Suolajärvi växer i huvudsak blandskog.
I övrigt finns följande i Suolajärvi:
- Vuohisaari (en ö)